# Duncan Carse
Verner Duncan Carse (Dorset, 28 de julho de 1913 - Londres, 2 de maio de 2004) foi um radialista e explorador polar britânico.

## História
Ingressou na Marinha Mercante e uma de suas primeiras viagens foi para o Atlântico Sul. Em 1934 quando estava em Port Stanley foi engajado na British Graham Land Expedition liderada pelo explorador australiano John Rymill que executou trabalhos de investigação oceanografia e mapeamento de lugares da Terra de Graham.
Retornando a Grã-Bretanha em 1938 Carse passou a trabalhar na Rádio BBC como apresentador e locutor. Em 1942 em plena Segunda Guerra Mundial ingressou na Marinha Real do Reino Unido como marinheiro em um navio caça-minas. Após a guerra retornou a BBC e foi escolhido para o papel de Dick Barton (agente especial) um seriado popular de grande audiência e sucesso na época.
No ano de 1961 permaneceu sozinho na Antártida durante o inverno, em um experimento psicológico. A experiência foi transformada em um filme documentário de TV. Uma década depois, ele foi com o navio HMS ''Endurance'' (1967) em direção a Geórgia do Sul para seguir os passos da expedição Expedição Transantártica Imperial liderada por Ernest Henry Shackleton de 1916. As condições meteorológicas não permitiram a repetição do feito.
Na Guerra das Malvinas em 1982 o seu conhecimento da região ajudou o Exército Britânico a definir os pontos de desembarque e invasão do arquipélago.